# Schüssel mit durchlochtem Rand
Die Schüssel mit durchlochtem Rand (doppelt) ist ein prähistorisches Bestattungszubehör in Mitteleuropa, das spätbronzezeitlich, vor allem aber früheisenzeitlich in Erscheinung tritt.
Seit Beginn der jüngeren Bronzezeit wurde es üblich, die Urne mit einer umgestülpten Schüssel abzudecken. Die Gefäße waren mitunter mit kleinen Henkeln oder mit einer Aufhängeeinrichtung, in Form einer doppelten Randdurchlochung (für eine Schnur) ausgestattet. Die Gewohnheit den Schüsselrand vor dem Brand zu durchbohren, wurde regional während des gesamten Jahrtausends vor der Zeitenwende ausgeübt.
Die jungbronzezeitliche Schrägrandschüssel mit durchlochter Wandung hat einen Schwerpunkt im Bereich der Urnenfelderkultur im Neuwieder Becken und nördlich des Untermains. In Mitteldeutschland sind weitere Regionalvorkommen bekannt. In Nordwestdeutschland incl. Westfalen belegt lediglich die durchlochte Schüssel von Ense-Bremen den Einfluss der Urnenfelderkultur und stellt die erste Übernahme einer Aufhängevorrichtung dar, die in der Folgezeit häufiger wird, dies zeigt die Verbreitung der früheisenzeitlichen Schüsseln mit durchlochtem Rand.
Während Mitteldeutschland fast und das Neuwieder Becken jetzt ganz fundleer erscheinen, häufen sich die Belege am Niederrhein und im Allermündungsgebiet. In Westfalen sind Funde aus Herne, Telgte und Rahden-Tonnenheide bekannt. Kartierungen jüngerer durchlochter Schüsseln betonen den Aller-Weser-Raum und zeigen die Ausbreitung der Aufhängevorrichtung bis zur Niederelbe.